# Râul Baraboi, Vameș
Râul Baraboi este un curs de apă, afluent al râului Vameș.